# Řečniště

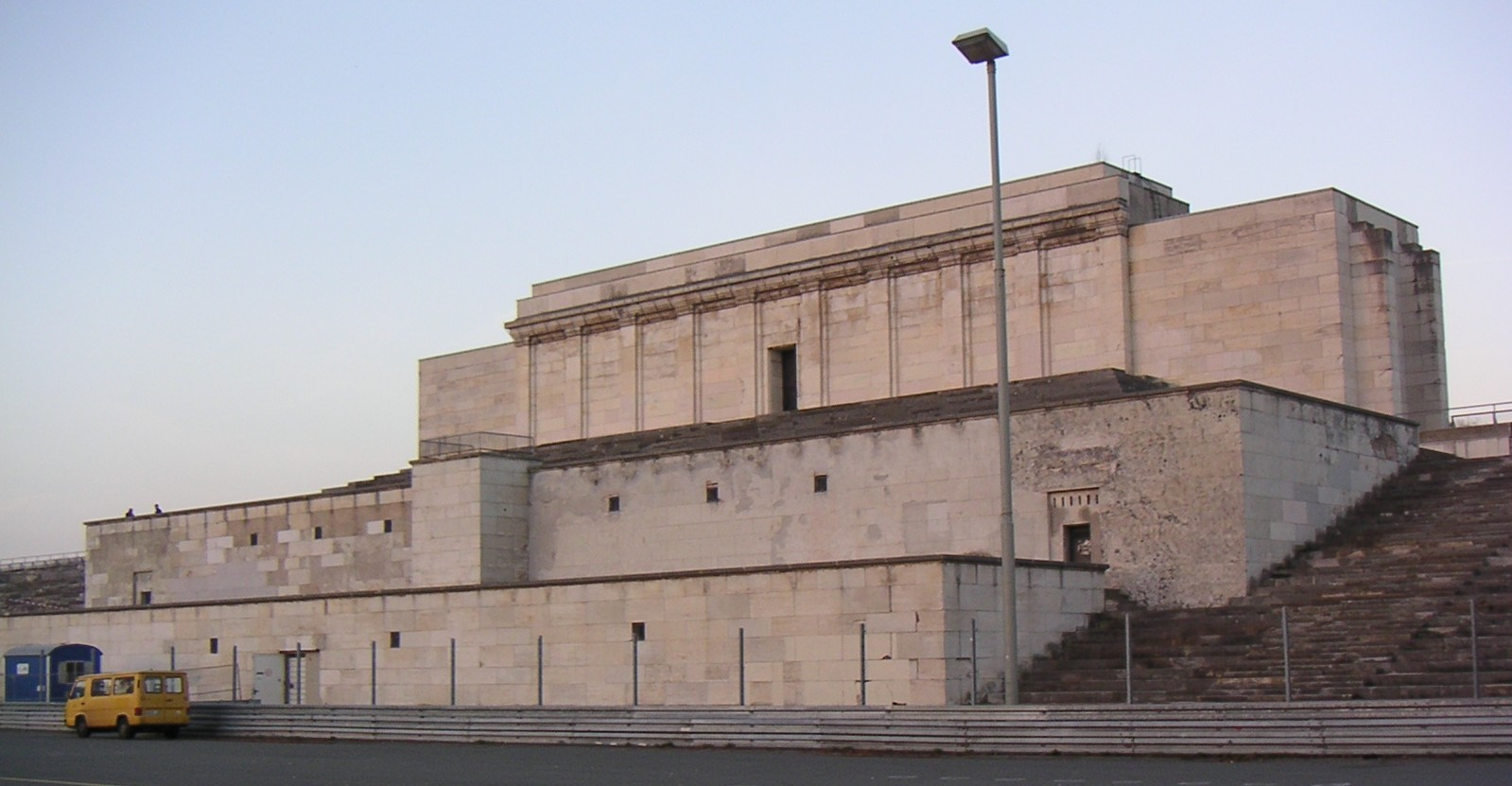
Příklad tribuny z 20. století: Zeppelinhaupttribüne (1934) na shromáždění nacistické strany v Norimberku, Německo.

Řečniště jsou vyvýšená místa v křesťanských chrámech zpravidla půlkruhového tvaru vpředu, ze kterých se hovoří směrem k lidu. V antice se těmto místům říkalo tribuna. Později stál také v některých významných křesťanských chrámech v řečništích trůn panovníka.